# الضرر (فلم)
الضرر (بالإنجليزية: Damage) هو فيلم حركة تم إنتاجه في الولايات المتحدة وكندا وصدر سنة 2009 بطولة ستيف أوستن.

## القصة
مصارع سابق يخوض معارك من أجل كسب المال الذي من شأنه دفع تكاليف عمليته ابنته وإنقاذها من المرض.

## الميزانية والإيرادات
كلف الفيلم 10 ملايين دولار.

## وصلات خارجية
- مقالات تستعمل روابط فنية بلا صلة مع ويكي بيانات